# Minkowski-ruimte
In de natuurkunde en de wiskunde is de minkowski-ruimte (of minkowski-ruimtetijd) de ruimtetijd waarin Einsteins speciale relativiteitstheorie is geformuleerd. In deze context worden de drie gewone ruimte-dimensies gecombineerd met één enkele tijd-dimensie tot een vierdimensionale variëteit die de gehele ruimtetijd voorstelt. De minkowski-ruimte is genoemd naar de Duitse wiskundige Hermann Minkowski. Er wordt ook wel gesproken van het minkowski-vacuüm, omdat massa gepaard gaat met kromming van de ruimtetijd, en die is in een minkowski-ruimte niet aan de orde.
Net als de euclidische ruimte is deze ruimte vlak (de krommingstensor is nul), overeenkomend met een ruimte zonder rustmassa of andere energie. Het is daarmee de meest eenvoudige ruimtetijd. De meer volledige beschrijving van de ruimtetijd waarin we leven, welke ook het effect van kromming beschrijft en dus een uitbreiding is van de speciale relativiteitstheorie, wordt beschreven in de algemene relativiteitstheorie.
Volgens de einsteinvergelijking is de krommingstensor nul in gebieden zonder rustmassa of andere energie. Dit betekent niet dat de ruimte in die gebieden overeenkomt met de minkowski-ruimte, want de massa elders geeft een gravitatie-effect dat neerkomt op een metrische tensor die afwijkt van de minkowski-tensor.

## Theoretische achtergrond
De minkowski-ruimte is een vierdimensionale pseudo-euclidische ruimte, en wel een lorentz-variëteit, een belangrijk speciaal geval van een pseudo-riemann-variëteit, met de minkowskitensor, met voor
{\displaystyle U={\begin{bmatrix}\tau _{U}\\x_{U}\\y_{U}\\z_{U}\end{bmatrix}}}
en
{\displaystyle V={\begin{bmatrix}\tau _{V}\\x_{V}\\y_{V}\\z_{V}\end{bmatrix}}}
het bijbehorende pseudo-euclidisch inwendig product
{\displaystyle \langle U,V\rangle =-\tau _{1}\tau _{2}+x_{1}x_{2}+y_{1}y_{2}+z_{1}z_{2}}
Hierbij is {\displaystyle \tau =ct}, de lichtsnelheid {\displaystyle c} vermenigvuldigd met de tijd {\displaystyle t} (dit om formules te vereenvoudigen en deze coördinaat ook de dimensie lengte te geven), en zijn {\displaystyle x,y} en {\displaystyle z} ruimtelijke coördinaten.
De elementen van de ruimte zijn elk een positie-viervector, ook ruimtetijdpositie of gebeurtenis genoemd, die zowel het tijdstip als de positie specificeert.
De bijbehorende kwadratische vorm {\displaystyle \langle U,U\rangle }, toegepast op het verschil van twee ruimtetijdposities, is dus het kwadraat van de ruimtelijke afstand, verminderd met {\displaystyle c^{2}} maal het tijdsverschil. De uitkomst wordt het ruimtetijdinterval genoemd.

## Symmetrieën
De symmetriegroep van de minkowski-ruimte (met invariantie van de afstanden: lorentzinvariantie) is de poincaré-groep. Deze bestaat uit translatie en lorentztransformaties, welke op hun beurt bestaan uit rotaties en zogeheten boosts.
Een boost is een coördinatentransformatie corresponderend met (uitsluitend) de overgang op een inertiaalstelsel waarin een bepaalde snelheid verandert in stilstand.
De lorentzinvariantie heeft bijvoorbeeld tot gevolg dat bij het inertiaalstelsel waarbij de ruimtelijke afstand het kleinst is, ook de absolute waarde van het tijdsverschil het kleinst is.

## Ruimte-, licht- en tijdachtige intervallen
Voor twee verschillende ruimtetijdposities met verschil {\displaystyle U} zijn er voor het teken van het ruimtetijdinterval drie mogelijkheden:
- Als {\displaystyle \langle U,U\rangle >0}, zegt men dat de ruimtetijdposities ruimteachtig gescheiden zijn. Er kan geen causaal verband zijn tussen gebeurtenissen op beide ruimtetijdposities; het tijdverschil is afhankelijk van het inertiaalstelsel positief, nul of negatief. De ruimtelijke afstand is in elk inertiaalstelsel groter dan nul, en het kleinst, en wel {\displaystyle {\sqrt {\langle U,U\rangle }}} (de eigenafstand), in het inertiaalstelsel waarin de ruimtetijdposities gelijktijdig zijn.
- Als {\displaystyle \langle U,U\rangle =0}, zegt men dat de ruimtetijdposities lichtachtig gescheiden zijn (omdat een lichtpuls uitgezonden op de ene ruimtetijdpositie op de andere aankomt). De ene ruimtetijdpositie is ondubbelzinnig na de andere, maar voor twee gegeven ruimtetijdposities kan door de keuze van het inertiaalstelsel het tijdsverschil (en dienovereenkomstig de ruimtelijke afstand) elke willekeurige positieve waarde aannemen.
- Als {\displaystyle \langle U,U\rangle <0}, zegt men dat deze tijdachtig gescheiden zijn. De ene ruimtetijdpositie is ondubbelzinnig na de andere. Het tijdsverschil is het kleinst in het inertiaalstelsel waarin de ruimteposities gelijk zijn, het is de verstrijkende eigentijd van een waarnemer die zich met een constante snelheid tussen de ruimtetijdposities verplaatst:

{\displaystyle \Delta t_{e}={\frac {\sqrt {-\langle U,U\rangle }}{c}}}
Er geldt dus:
{\displaystyle c^{2}\Delta t_{e}^{2}=\Delta \tau ^{2}-\Delta x^{2}-\Delta y^{2}-\Delta z^{2}}
Dit komt overeen met de formule voor tijddilatatie als gevolg van beweging.
Zie ook de indeling plaatstijdposities t.o.v. de lichtkegel.

## Geschiedenis
De minkowski-ruimte is genoemd naar de Duitse wiskundige Hermann Minkowski, die zich rond 1907 realiseerde dat de speciale relativiteitstheorie, die in 1905 was opgesteld door Albert Einstein, op elegante wijze kon worden beschreven door gebruik te maken van een vierdimensionale ruimtetijd, waar de ene dimensie van tijd gecombineerd wordt met de drie ruimtedimensies. 

“De visie op ruimte en tijd die ik aan U wil voorleggen vindt zijn oorsprong in de experimentele natuurkunde en daarin schuilt ook zijn kracht. Het is een radicale visie. Van nu af aan zijn ruimte en tijd op zichzelf gedoemd om langzamerhand in de schaduwen te verdwijnen en zal slechts een soort vereniging van de twee als een onafhankelijke realiteit voortleven." - Hermann Minkowski, 1908 

De weg voor de minkowski-ruimte was eigenlijk reeds in de jaren negentig van de 19e eeuw gebaand door de ontwikkeling van de hyperbolische quaternionen. De minkowski-ruimte kan als een wiskundige structuur worden gezien die bestaat uit de hyperbolische quaternionen minus het vermenigvuldigingsproduct, waardoor alleen een bilineaire vorm
{\displaystyle \eta (p,q)=-{\frac {pq^{\ast }+(pq^{\ast })^{\ast }}{2}}}
overblijft, die door het hyperbolische quaternionenproduct {\displaystyle pq^{\ast }} wordt gegenereerd.